# Schloss Bimbach

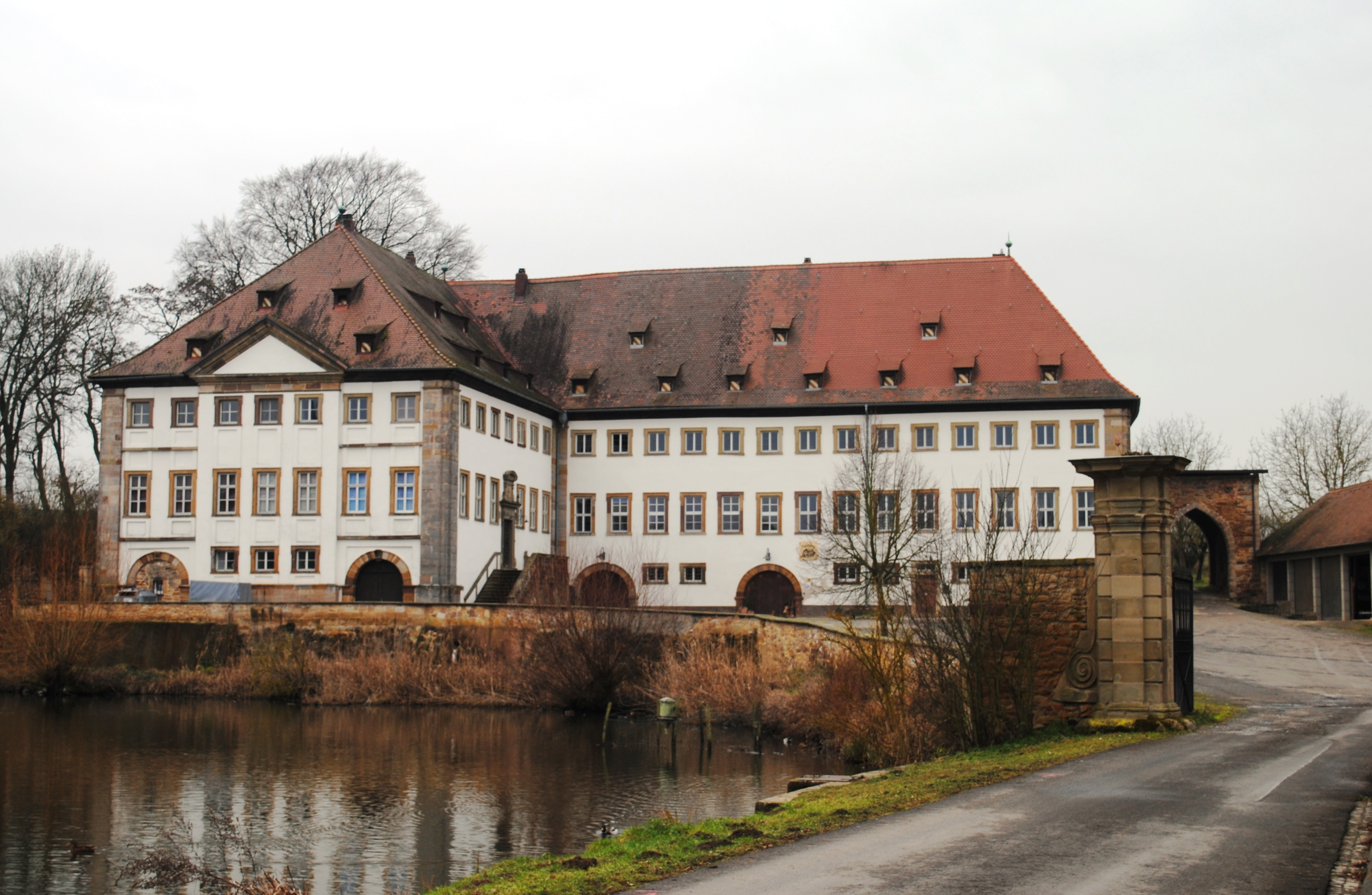
Das Schloss in Bimbach

Das Schloss Bimbach ist ein ehemaliger Adelssitz im Prichsenstädter Ortsteil Bimbach im Landkreis Kitzingen in Unterfranken. Es befindet sich im Südwesten des Dorfes und war ursprünglich der Stammsitz des Adelsgeschlechts der Fuchs von Bimbach. Der Bau geht auf den Würzburger Hofbaumeister Joseph Greissing zurück.

## Geschichte
Die ersten Erwähnungen eines Adelssitzes in Bimbach stammen aus dem Jahr 1385. Es handelte sich um eine Burg, die von einem Wassergraben umgeben war. Die Befestigung befand sich, wie das Dorf, im Besitz der Fürstbischöfe von Würzburg und wurde an verschiedene Ministeriale verliehen. Im 14. Jahrhundert waren dies die Mitglieder der Familie Lamprecht oder Lemplein, die die bischöflichen Güter in Bimbach verwalteten.
Zu Beginn des 15. Jahrhunderts begann sich die Familie von Fuchs in die Bimbacher Lehen einzukaufen. Im Jahr 1404 verkauften die Brüder Heinrich und Götz Lemplein das Schloss an die Familie, die sich fortan Fuchs von Bimbach nannte und die Burg in Bimbach bewohnte. Bis zum Ende des Jahrhunderts dauerte es allerdings noch, bis die Fuchs das gesamte Dorf unter ihre Herrschaft gebracht hatten. Um 1487 wurde ein gotischer Neubau errichtet und als Stammsitz der Fuchs von Bimbach bezogen.
Während des Deutschen Bauernkrieges verließ Wolf Fuchs von Bimbach sein Schloss, um dem Würzburger Bischof auf der Festung Marienberg beizustehen. Unterdessen plünderten im Jahr 1525 Bauernhaufen aus der Umgebung das Schloss und setzten es in Brand. Die Familie des Schlossherren wurde allerdings geschont und durfte das Dorf verlassen.
Nach der Bestrafung der Aufständischen nahmen die Fuchs den dritten Schlossneubau in Angriff. Ausführender Baumeister war Gilg Vältin (Giulio Valentini), der aus Graubünden stammte. Er errichtete hier in den Jahren 1585 und 1586 ein Renaissanceschloss, während der Bauherr, Rudolph Fuchs von Bimbach, in einem anderen seiner Schlösser, in Neuses am Sand, residierte.
Im Jahre 1701 übernahm Christoph Ernst Fuchs von Bimbach, der als Oberkämmerer und Schwager des Würzburger Fürstbischofs Johann Philipp II. von Greiffenclau schließlich sogar vom Freiherren- in den Grafenstand erhoben wurde, das Schloss von seinem Bruder Ludwig Reinhold im Tausch. Noch im selben Jahr entschied er sich für einen repräsentativen Neubau samt einer Überformung bestehender Teile, der nicht zuletzt wohl seinem gewachsenen Prestige geschuldet war. Die Entwürfe lieferte Fürstbischof Greiffenclaus Hofbaumeister Joseph Greissing, ein gebürtiger Vorarlberger, dessen Unternehmen auch die Zimmerarbeiten übernahm. Steine beschaffte man zum Teil auch aus der Ruine der Stollburg oberhalb von Oberschwarzach. Bereits im Dezember 1701 begann der Teilabbruch des Vorgängergebäudes, so dass im Frühjahr 1702 neu gebaut werden konnte. Bis 1703 waren die Arbeiten weitgehend abgeschlossen, wovon auch eine Jahreszahl über dem Hauptportal kündet.
Mit dem Reichsdeputationshauptschluss und der Mediatisierung verloren die Fuchs von Bimbach ihre Macht über das Dorf und das Umland. Das Schloss blieb der Familie allerdings erhalten. Ab April 1945 waren im Schloss sieben Monate lang amerikanische Soldaten einquartiert, während dieser Zeit wurden Teile der Ausstattung des Gebäudes vernichtet oder fortgeschafft. Im Jahr 1970 verkaufte die Familie der Fuchs von Bimbach ihren einstigen Herrschaftssitz. Das Gebäude wurde vom heutigen Besitzer Gottfried Schäfer saniert. Heute befindet sich ein Hofgut in den Räumlichkeiten. Das Bayerische Landesamt für Denkmalpflege ordnet das Schloss als Baudenkmal unter der Nummer D-6-75-158-63 ein. Die Überreste der Vorgängerbauten im Boden werden als Bodendenkmal geführt.

## Beschreibung

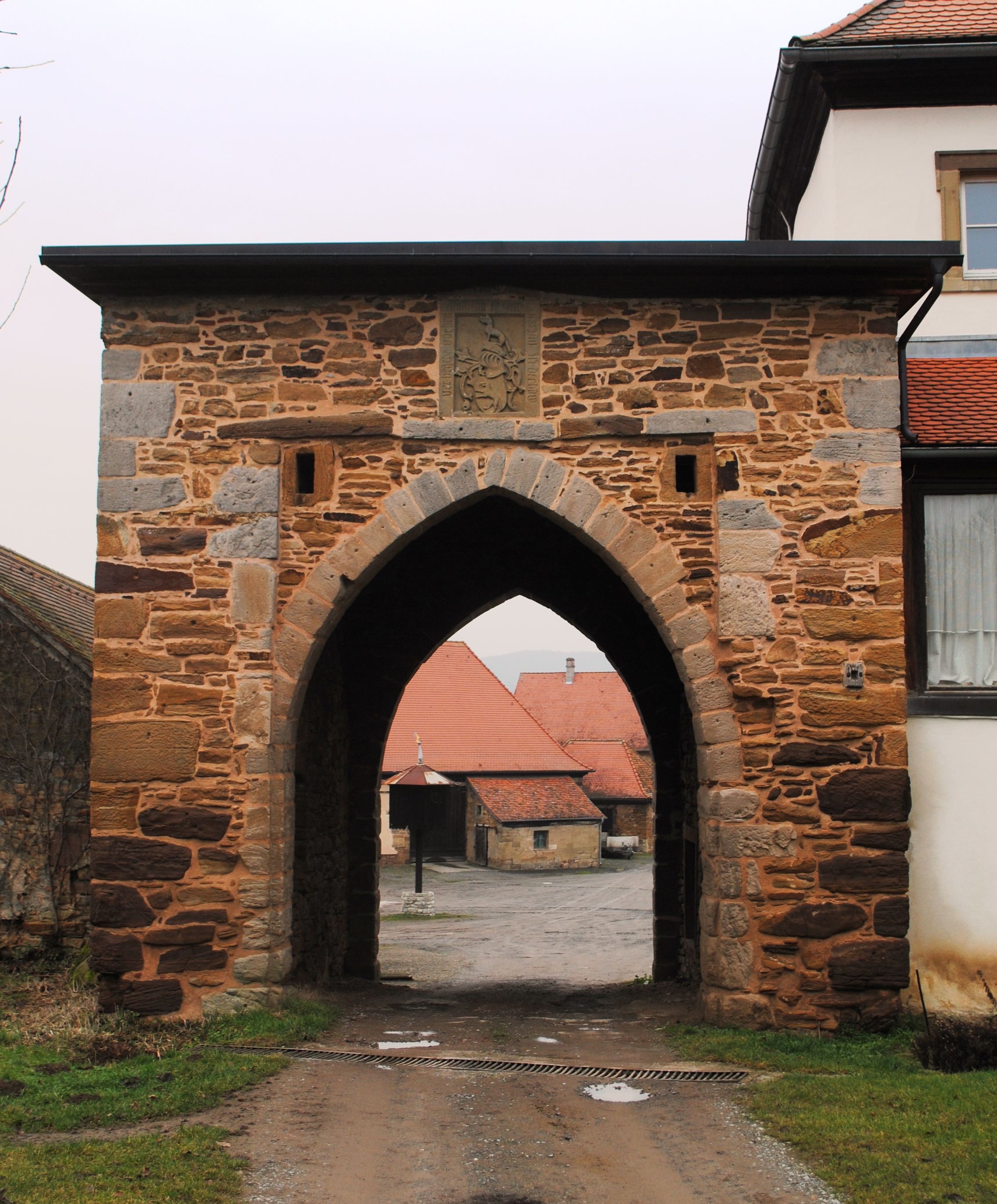
Der mittelalterliche Torbogen

Das Bimbacher Schloss präsentiert sich als dreigeschossige Hakenwinkelanlage mit Walmdach. Sie entstammt dem Spätbarock und wurde zu Beginn des 18. Jahrhunderts geschaffen. Im Nordwesten des heutigen Schlosses hat sich ein Torhaus des mittelalterlichen Vorgängers aus dem 15. Jahrhundert erhalten.
Der Haupttrakt befindet sich im Nordosten. Sieben Fensterachsen bilden die Fassade der Ostseite. Zentral ragt daraus ein dreiachsiger Risalit mit einer Giebelverdachung über einer Lisenenrahmengliederung leicht hervor. Unten befindet sich rechts und links in den zweiachsigen Rücklagen jeweils ein rundbogiger Kellerzugang, wobei hier die einzelnen Geschosse durch Gurtgesimse voneinander getrennt sind. Abgeschlossen wird das Gebäude von schlichten Eckpilastern. Auf dem Dach ordnen sich zweireihig Gauben um den Mittelrisalit an. Die besondere Wirkung der auf den ersten Blick schlichten Architektur beruht vor allem auf ihren hervorragenden Proportionen, die auf dem Goldenen Schnitt basieren. Zu diesem ausgereiften Konzept gehört auch die bewusste Anlage des Sees vor der Hauptfassade, der eine Spiegelung der Architektur ermöglicht, ein im Barock sehr geschätzter Kunstgriff.
An der Nordseite ist das Hauptportal zentral im zweiten Geschoss von jeweils drei einbahnigen Fenstern mit geohrten Rahmungen umgeben. Eine Freitreppe führt auf der Hofseite zum Portal. Unten läuft das Portalgewände in zwei Voluten aus, oben schließt es durch ein ausladendes Gesims ab. Darüber ist ein Giebelaufsatz mit dem Wappen der Fuchs von Bimbach und der Jahreszahl 1703 angebracht, umgeben von zwei schlichten Pilastern.
Der Nebentrakt ist größer als das Hauptgebäude und wird durch 14 Fensterachsen gegliedert. Auch dort wird das Erdgeschoss von zwei rundbogigen Toreinfahrten dominiert. Daneben befindet sich ein ebenerdiger Eingang. Der Trakt ist nach Nordwesten ausgerichtet und geht in das älteste Bauteil des Schlosses über, das mittelalterliche, spitzbogige Torhaus mit einem Wappenstein und der Jahreszahl 1487.
Die Schlossräume haben noch weitgehend die ursprüngliche Aufteilung, auch von der ursprünglichen Ausstattung hat sich einiges erhalten. Von einer zentralen Diele im Haupttrakt kann man über eine einläufige Treppe mit Balusterbrüstung die einzelnen Zimmer betreten. Im ersten Obergeschoss gibt es ein Gobelinimitat aus dem 18. Jahrhundert. Dort befindet sich auch die Schlosskapelle mit einem Altar von 1750, dessen Bild Maria mit dem Kind zeigt.